# 佩皮尼昂加泰羅尼亞龍橄欖球俱樂部
佩皮尼昂加泰羅尼亞龍橄欖球俱樂部（法語：Dragons catalans）是位於法國奧克西塔尼大區佩皮尼昂的一支職業聯盟式橄欖球隊，2005年由加泰羅尼亞十三人和聖埃斯泰夫合併而成。